# Moskorzew
Moskorzew ist ein Dorf in Polen, gelegen in der Woiwodschaft Heiligkreuz, im Powiat Włoszczowa, in der Gmina Moskorzew.
In den Jahren 1954–1972 gehörte das Dorf zur Gmina Moskorzew und war Sitz ihrer Behörden. Von 1975 bis 1998 gehörte der Ort administrativ zur Woiwodschaft Częstochowa.
Der Ort ist Sitz der Gmina Moskorzew.
Moskorzew ist der Ausgangspunkt des gelben Wanderwegs nach Szczekociny (des „Kosynierzy“-Wegs), der über die Schlachtfelder von Szczekociny führt.

## Geografie
Moskorzew liegt an der Grenze zur Woiwodschaft Schlesien, 28 Kilometer südlich von Włoszczowa und 66 Kilometer südwestlich von Kielce, im Gebiet der Włoszczowa-Senke. Im Dorf befinden sich die Quellen der Biała Nida.

## Verkehr
Durch den Ort führt die Landesstraße Nr. 78 von Chmielnik zur tschechischen Grenze in Chałupki. An der PKS-Haltestelle entlang dieser Straße halten Fernbusse nach Katowice, Ostrowiec Świętokrzyski, Starachowice, Tarnobrzeg sowie Busse, die lokale Strecken nach Włoszczowa, Szczekociny, Jędrzejów und andere Orte in der Gemeinde bedienen.

## Geschichte
Im Jahr 1239 führte Jan aus Moskorzew, mit dem Wappen Pilawa, eine diplomatische Mission für Bolesław V. nach Ungarn. 1334 wurde die Holzkirche in Moskorzew erbaut, was die nachweislich dokumentierte Existenz der Pfarrei in Moskorzew belegt.
Zwischen 1386 und 1434 regierte Władysław Jagiełło, und während seiner Herrschaft diente Klemens von Moskorzew als königlicher Unterkanzler. Er beteiligte sich an der Gründung der Universität und stiftete drei Pfründen in der Wawel-Kathedrale. 1387 nahm der Ritter Mikołaj aus Moskorzew, ebenfalls Unterkanzler des Königreichs Polen, am Hof von Władysław Jagiełło und Hedwig von Anjou teil.
Im Jahr 1394 ließ Klemens Moskorzewski, der Kronunterkanzler und Eigentümer des Ortes, die bis heute erhaltene gemauerte Kirche in Moskorzew bauen. 1408 starb Klemens von Moskorzew, der in der von ihm gestifteten Kirche in Moskorzew begraben wurde. Mit ihm traten auch seine zwei Pilawa-Brüder, Henryk und Sieciech aus Moskorzew, hervor.
1558 übergab die Familie Moskorzewski die Kirche an die reformierte Gemeinde. 1560 wurde Hieronim Moskorzewski geboren, ein späterer reformatorischer Aktivist der Polnischen Brüder, und 1562 wurde die reformierte Kirche in eine Kirche der Polnischen Brüder umgewandelt. 1626 stiftete Remigiusz Moskorzewski, der Erbe von Moskorzew, den Altar der hl. Soldaten.
1721 ging das Eigentum an Moskorzew an Michał Bogucki aus Bogucice über, und 1780 wurde Moskorzew Eigentum von General Michałowski. 1794 wurde die Kirche und das Pfarrhaus in Moskorzew durch einen Brand zerstört. 1824 verkauften Franciszek und Antonilia Dobieccy das Dorf an Jan Kanty Kowalski. 1827 zählte das Dorf Moskorzew 206 Einwohner in 31 Häusern.
1893 erwähnte das Geographische Wörterbuch des Königreichs Polen Moskorzew als Ort zwischen den Dörfern Goleniowy und Chlewiska, mit einer gemauerten Kirche, einem Gemeindebüro, einer Brennerei, einer Ziegelei, einer Wassermühle und einem Sägewerk. Es gab 52 Wohnhäuser und 523 Einwohner. Zwischen 1892 und 1906 erfolgte eine Renovierung der Kirche durch die Potockis, die damals Eigentümer von Moskorzew waren.

## Denkmäler

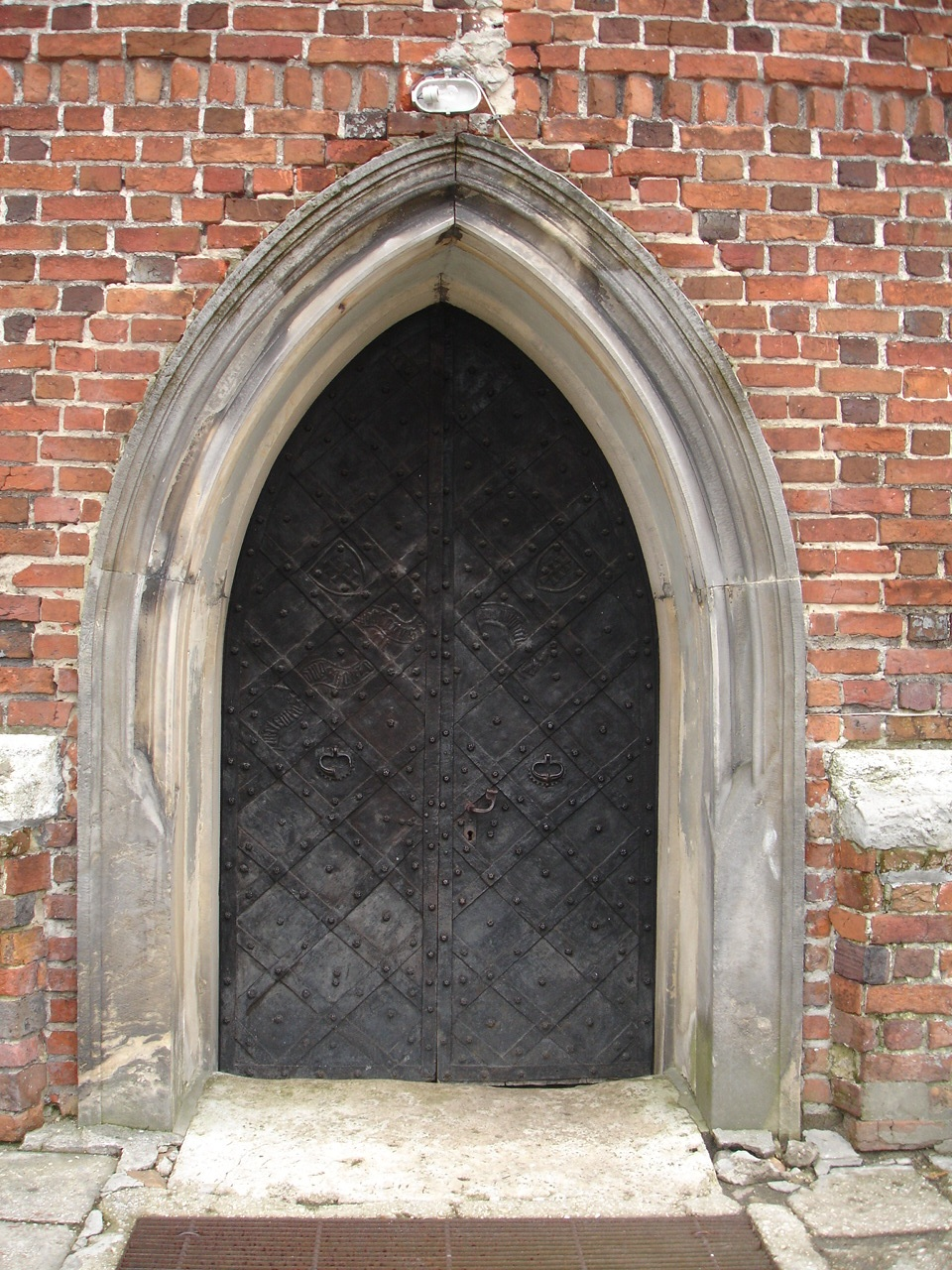
Kirche St. Margareta, gotische Türen mit dem Wappen Pilawa verziert

In der Pfarrkirche, ehemals eine reformierte Kirche, sind Grabplatten von Arianerinnen erhalten: Barbara aus der Familie Dąbrowski Moskorzowska, Zofia aus der Familie Sancygniowski Karsznicka sowie Dorota Moskorzowska.
- Kirchenkomplex St. Margareta
  - Gemauerte Kirche, gebaut 1380–1394, restauriert 1892–1906
  - Gemauerte Pfarrhaus aus dem 19./20. Jahrhundert
  - Friedhof an der Kirche aus dem 14. Jahrhundert
- Pfarrfriedhofensemble
  - Kapelle auf dem Friedhof aus dem späten 19. Jahrhundert
  - Friedhof aus dem frühen 19. Jahrhundert
- Schlossensemble (teilweise zerstört)
  - Holzschloss aus dem späten 18. Jahrhundert; umgebaut im 19./20. Jahrhundert
  - Gemauerte Nebengebäude aus der Mitte des 19. Jahrhunderts
  - „Murowaniec“ aus dem 16. Jahrhundert, angeblich ein ehemaliges Gebäude der Polnischen Brüder
  - Gemauerter Stall aus der Mitte des 19. Jahrhunderts
  - Gemauerter Speicher aus der Mitte des 19. Jahrhunderts
  - Überreste des Parks aus der zweiten Hälfte des 19. Jahrhunderts

## Mit Moskorzew verbundene Personen
- Hieronim Moskorzowski – reformatorischer Aktivist der polnischen Brüder, Schriftsteller und Verleger
- Leonard Świderski – Pfarrer der Pfarrei Moskorzew, Aktivist der patriotischen Priesterbewegung, Publizist, Autor des Buches "Oglądały oczy moje".